# Jules Houcke
Jules Houcke, né le 20 mai 1898 à Nieppe (Nord) et mort le 12 mars 1968 dans la même commune, est un résistant puis un homme politique français.

## Biographie
Jules Houcke devient maire de Nieppe en 1939 et reste à ce poste jusqu'à sa mort. Résistant pendant la Seconde Guerre mondiale, Jules Houcke est lié au mouvement Voix du Nord qui édite le journal clandestin La Voix du Nord. Houcke est à l'origine de la parution du dernier numéro clandestin avant de créer la société « La Voix du Nord - Houcke et Cie » à la Libération.
Il est élu en 1945 député de la première assemblée constituante et reste dans sa fonction jusque juin 1946. Sénateur du Nord élu en 1948 puis réélu en 1952, Houcke est élu une dernière fois député en 1962 en battant Paul Reynaud et le reste jusqu'en 1967. Houcke décède un an plus tard.

## Décorations
- Chevalier de la Légion d'honneur (novembre 1946)
- Croix de guerre 1914-1918 avec palme
- Médaille de la Résistance française avec rosette